# Дархінтуй
Дархінтуй (рос. Дархинтуй) — улус Закаменського району, Бурятії Росії. Входить до складу Сільського поселення Єхе-Цакірське.
Населення — 59 осіб (2015 рік).